# Messelasturidae
Messelasturidae — родина птахів, що існувала в еоцені. Систематичне становище родини невизначене: її зближують або із соколоподібними або із папугоподібними. У родині описано два види Messelastur gratulator та Tynskya eocaena. Скам'янілості Messelastur знайдені у озері Мессель в Німеччині, рештки Tynskya виявлені у формуваннях Грін Рівер у штаті Вайомінг, США та Лондон Клей в Англії.